# Catherine Coleman
Catherine Grace Coleman (Charleston, 14 december 1960) is een voormalig Amerikaans ruimtevaarder. Coleman haar eerste ruimtevlucht was STS-73 met de spaceshuttle Columbia en vond plaats op 20 oktober 1995. Tijdens de missie werd er voor de tweede keer wetenschappelijk onderzoek gedaan in de United States Microgravity Laboratory (USML-2), een speciaal aangepaste Spacelab module. 
Coleman maakte deel uit van NASA Astronautengroep 14. Deze groep van 24 ruimtevaarders begon hun training in 1992 en had als bijnaam The Hogs.
In totaal heeft Coleman drie ruimtevluchten op haar naam staan, waaronder een missie naar het Internationaal ruimtestation ISS. In 2015 verliet zij NASA en ging zij als astronaut met pensioen. 